# Teodoro Andreu
Teodoro Juan Andreu Sentamans (Alcira, 1870-Valencia, 1935) fue un pintor y artista gráfico español, seguidor del luminismo impresionista de Joaquín Sorolla, de quien fue primer discípulo. 
La falta de reconocimiento  hacia su figura está motivada por ser coetáneo de Sorolla,  así como por no haber evolucionado hacia una pintura más avanzada, manteniéndose siempre fiel a su estilo costumbrista.
Su intensa actividad artística le llevó a participar en exposiciones nacionales e internacionales, siendo galardonado en varias de ellas. Además compaginó la pintura con  la docencia,  con el comisariado de exposiciones, tanto propias como de otros artistas, y se involucró en proyectos importantes, tales como la creación del Palacio de Bellas Artes de Valencia o la organización de una exposición de Arte e Industrias artísticas españolas en Londres.

## Biografía
Teodoro Juan Andreu Sentamans era hijo de José Andreu García y de su segunda esposa, Ascensión Sentamans Salazar. Tuvo tres hermanastros y una hermana. Quedó huérfano de padre a la temprana edad de un año, su padre murió. En 1875 junto a su madre y hermana, se instaló en Madrid, en la calle Atocha. Andreu recibió la primera enseñanza en el colegio de los escolapios. Posteriormente estudió solfeo y perteneció al coro infantil de la ópera en el Teatro Real.
En 1884 inició sus estudios de dibujo y pintura, primero en la escuela El Fomento de las Artes y luego en la Escuela Especial de Pintura, Escultura y Grabado, de la Real Academia de Bellas Artes de San Fernando. Su primer dibujo conocido fue Cabeza de Ecce Homo. En 1889 entró en el estudio de Joaquín Sorolla como primer discípulo. Con el fin de librarse del servicio militar, como hijo de viuda, que le correspondía hacer en Cuba, se dedicó a vender apuntes de flores y frutas.
En 1902 se trasladó a Bilbao, donde abrió estudio. En esta etapa viajó a Londres y París. En 1904 aprobó oposiciones para profesor de la Escuela Superior de Artes e Industrias y Bellas Artes de Cádiz. Posteriormente se instaló en Barcelona, y en 1909, año en que murió su madre, doña Ascensión, regresó a Valencia. Contrajo matrimonio con Josefina Settier Banús, que había conocido en Alcira en 1905. Tuvo cuatro hijos: Josefina, nacida en 1912, que murió con un año de edad; José Teodoro, nacido en 1913; Antonio, nacido en 1914, que murió de tifus con tres años de edad, y Elisa, nacida en 1917.
El pintor Andreu murió en su domicilio de Valencia el 18 de marzo de 1935 a la edad de 64 años.
En 1971 se celebró el centenario del nacimiento del pintor con una exposición antológica en Valencia, y otra en Alcira titulada Exposición homenaje en el centenario del nacimiento del pintor alcireño Teodoro Andreu donde se mostraron, entre otros, la colección de cinco lienzos propiedad del Ayuntamiento de Alcira.

## Carrera

Alegoría de la República española por Teodoro Andreu (1931)

Teodoro Andreu inició su carrera en el estudio de Sorolla en Madrid. En un primer momento se dedicó a vender apuntes de flores y frutas. De 1890 es su obra Preparativos tristes, dos bodegones y el retrato de su hermanastro José Andreu Domingo. En 1896 pintó el retrato del pintor Carlos Lezcano, y La paella, que fue premiado con la tercera medalla en la Exposición Nacional de Bellas Artes de Madrid, de 1897. En 1900 presentó un desnudo pintado con solo tres colores en las oposiciones para pensionados por pintura en la Academia Española de Bellas Artes. El tribunal rechazó la obra calificando de loco al joven pintor. En 1901 pintó Arruixa, que plou. 
En Bilbao abrió estudio en 1902 y tuvo entre sus discípulos a Bengoa, Medinaveitia, Carlos del Río, José Antonio Arechabala y Rodríguez de Lecea. En esta época viajó a Reino Unido y a Francia y conoció el ambiente bohemio de Montmartre en París.

De su época gaditana como profesor de la Escuela Superior de Artes e Industrias y Bellas Artes en 1904 es su cuadro Tarde de Invierno, pintado en Alcira, que expone en la Exposición Nacional de Bellas Artes, celebrada en Madrid, obteniendo la Tercera Medalla. Durante estos años improvisaba exposiciones en los establecimientos comerciales de la calle San Vicente, de Valencia, con gran éxito. Después de varias exposiciones y trabajos, en 1908 obtuvo la medalla de plata en la Exposición Hispano Francesa de Zaragoza, con el cuadro La Viudeta, y le es concedida la condecoración creada para este Centenario. Fue nombrado miembro del Círculo de Bellas Artes de Valencia.

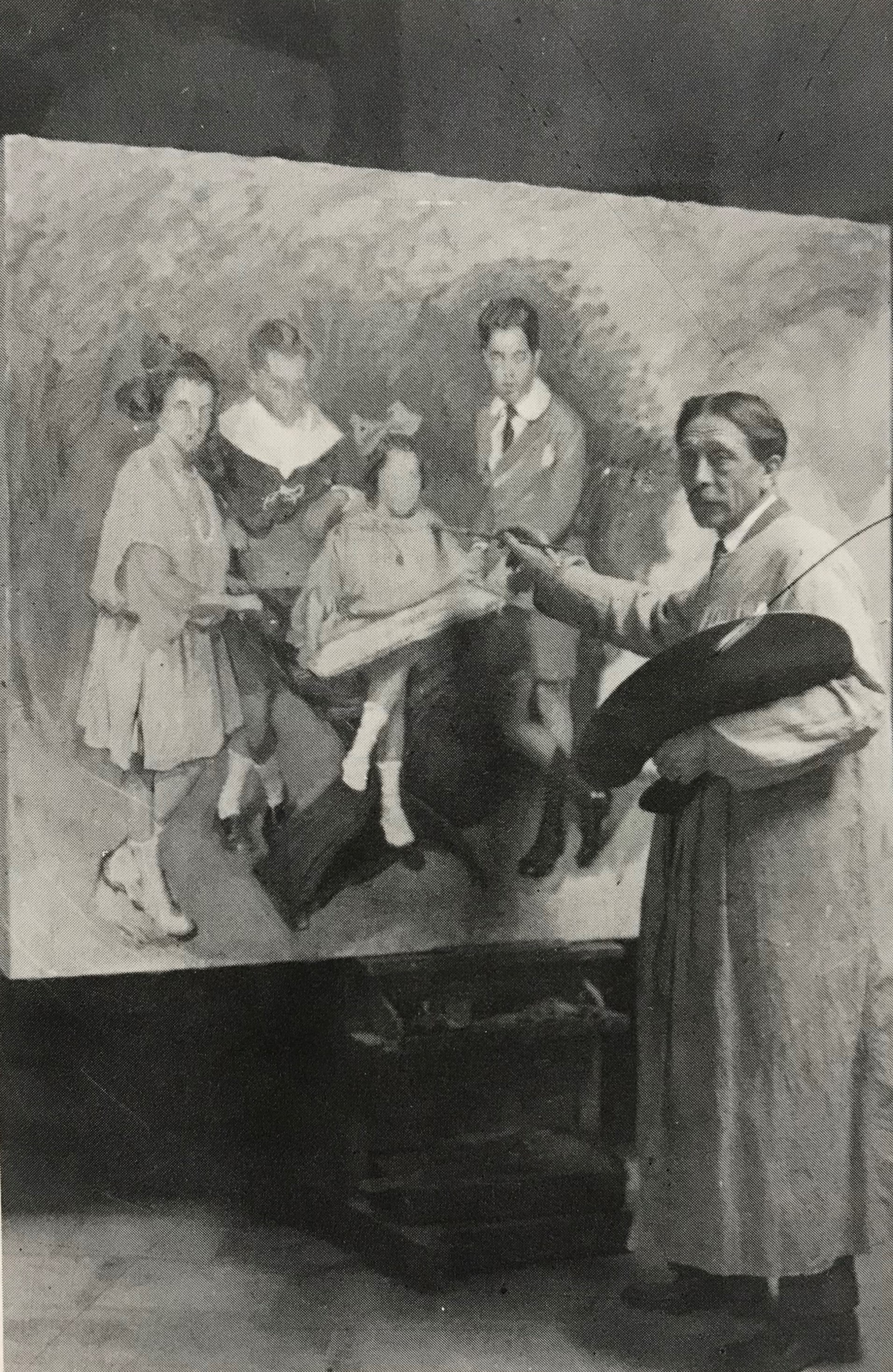

Participó en la Exposición Regional Valenciana de 1909, organizada por el Ateneo Mercantil, y obtuvo la medalla de oro. En octubre de ese año regresó a su tierra natal con plaza en la Escuela de Artes y Oficios de Valencia. Al año siguiente participó en la Exposición Nacional celebrada también en esta ciudad y presentó La Viudeta, Horno de cal, el retrato de D. Froilán Torija y de María Sanchís Banús. En Argentina participó en la Exposición Internacional de Pintura celebrada en Buenos Aires.
En 1914 fue nombrado profesor de Término de Composición Decorativa y Pintura de la Escuela de Artes y Oficios de Santiago de Compostela, cesando en 1920. Regresó a Valencia, donde fue nombrado director de la Escuela de Artes y Oficios en 1925.
Durante los años veinte participa en diversas exposiciones en Valencia, Madrid y Barcelona y es nombrado miembro de la Real Academia de Bellas Artes de San Carlos de Valencia.
En 1932, por motivos de salud, cesa como director de la Escuela de Artes y Oficios de Valencia, y celebra su última exposición en 1933 en el Círculo de Bellas Artes de Madrid. Sus últimas obras fueron Autorretrato y Bodegón de membrillos, de 1934. 
En el momento de su muerte, 18 de marzo de 1935, dejaba en su estudio de la calle Trinquete de Caballeros 350 lienzos completamente terminados, además de apuntes, bocetos, tablas, cartones, etc. En los años siguientes a su fallecimiento se celebraron varias exposiciones póstumas en Valencia, Salamanca, Murcia y Alcira.

## Exposiciones destacadas
- Exposición Nacional de Bellas Artes. Madrid (1897). Tercera medalla por La Paella.
- Exposición Nacional de Bellas Artes. Madrid (1901). Tercera medalla por Arruixa, que plou.
- Exposición Nacional de Bellas Artes. Madrid (1904). Tercera medalla por Tarde de invierno.
- Exposición Nacional de Bellas Artes. Madrid (1907). Tercera medalla.
- Salón Parés. Barcelona (1907).
- Exposición Hispano-Francesa. Zaragoza (1908). Medalla de plata por La Viudeta. Le conceden la condecoración creada para este acontecimiento.
- Exposición Regional. Valencia (1909). Obtiene la medalla de oro.
- Exposición Nacional. Valencia (1910).
- Exposición Cosas de España. Salón Witcomb, Buenos Aires (Argentina), 1910.
- Ateneo Mercantil de Valencia (1928).
- Ateneo Mercantil de Valencia (1929).
- Sala Parés. Barcelona (1930).
- Círculo de Bellas Artes de Madrid (1933).

## Obra
Entre las obras más destacadas del pintor Andreu se encuentran las siguientes:
- Colección del Ayuntamiento de Alcira:
  - La paella, 1896.
  - Tres roses en un pomell, 1912.
  - Valle de la Murta, 1915.
  - Cosiendo bajo naranjos, 1919.
  - Simat de Valldigna, 1919.
  - Entrador en un huerto de naranjos, 1926.
- Cabeza de Ecce Homo, 1886.
- Preparativos tristes y Retrato de José Andreu Domingo, 1890.
- La Purísima, 1891.
- El día de la fiesta y Retrato de la señorita J.R., 1892.
- Un viejo lobo de mar, 1895 (Museo de Magdeburgo), ¿Qué será de mí?, Patio Toledano, Patio de la Posada de la Sangre, 1895.
- Retrato del pintor D. Carlos Lezcano, 1896.
- Del Albaicín, Labradora valenciana, Después del almuerzo, Así no tomes mes, En el locutorio, 1899.
- Arruixa, que plou, Apagando el fuego, 'Primeros pasos, 1901.
- Retrato de mi madre, Retrato de mi sobrino Paquito y Retrato de mi sobrino Pepe, 1902.
- Tarde de Invierno, El primer baño, Cuán leixo está el meu farruco, Dia de fiesta en el huerto, La caprichosa, Un calero, Recolección de hortalizas, Interior de la parroquia de Guadasuar (propiedad del Museo de Valencia), Haciendo bolillos y Aguas vicuas, 1904.
- El aguador y En La Casella, 1905.
- Labradora valenciana, Florechant, La vuelta del trabajo, Matando en hambre, Horno de cal y ¿Pensará en mí?, 1906.
- La Viudeta, Campo de chufas, 1907.
- Retrato del Sr. Domenech, 1909.
- Retrato de mi esposa, Huerto de La Casella, Flor levantina, y Autorretrato, 1911.
- La lechera y Plantación de arroz, 1912.
- Haciendo cartuchos. 1913.
- Chicas de la huerta con patos, Sembrando entre naranjos y Hórreos de peonias, 1914.
- Los mastines de la masada, Haciendo arrope, La Puerta Santa lloviendo, 1915.
- Retrato de mi hijo Pepe, Claustro de la Colegiata de Santa María del Sar e Iglesia de Santa María Salomé, 1916.
- La panadera, Recolección de almendra, Paisanos de Compostela, 1917.
- Cabeza de gallega, Antucha, La rapaciña del pandero, La meiga del molino y Hórreo de la rapaza, Estibadoras de moscatel", La florista valenciana, Bajo el emparrado, Labradora valenciana, Carmeleta, Comiendo bajo el emparrado, Grupa al mercado, Retrato de D. José Casanova y Orillas del Manzanares, 1918.
- Dos lienzos de El Calvario, Cogiendo higos, Les Foyes. Convento del Carmen de Arriba, Convento de Belvis, El bosque de la marquesa, La ermita de Vista Alegre, Devoción, Caserío vasco, Arrigorría, La presa de Zubieta y El pontón, 1919.
- Patio del Pazo de Gasset, Cruceiro, Santiago lloviendo, Claustro del Hospital Real, Amanecida, Una calle de Domeño, Vicenteta, Carmeleta, Hortelana y Jugando al Truch, 1920.
- Aldea gallega, Barracas valencianas, Retrato de D. José Arechabala y Sagrado Corazón de Jesús, 1921.
- Barcas del bou, Costas de Vinaroz y Playa de la Malvarrosa, 1922.
- Barraca de la Huerta, Retrato de Dª Rosa Galindo, 1924.
- Rincón de Cap Negret, premiado en la Bienal de Venecia, y Les dos maretas, 1925.
- Retrato de D. Eduardo Saboya, 1926.
- Retrato de los hijos del Dr. D. Fernando Rodríguez Fornos y Calvario de Sagunto, 1927.
- Campanario de Castell de Guadalest, El tío Plácido, El Agüelo de Villar del Arzobispo y Retrato de la Sta. Piera Redal, 1928.
- Retratos de Dª. Aurora Pérez de Sanchís Banús, Retrato de Aurorita, retratos de su hijo José y de su hija Elisa, Bodegón de frutas y Bodegón de verduras, 1929.
- Bodegón de uvas, Entrada en un huerto, El Granerer y Jardín, 1930.
- Santa María del Lluch, República, 1931.
- Retrato de Don Enrique Mayer. 1934.
- Autorretrato, 1934.
- Bodegón de membrillos, 1934.

## Distinciones y reconocimientos
- Socio de Mérito del Casino Club Español (1910).
- Homenaje de la Liga de Amigos de Santiago de Compostela y entrega de una reproducción en bronce del Pórtico de la Gloria (1914).
- Socio de Honor por la Liga de Amigos de Santiago de Compostela (1921).
- Socio de Honor del Ateneo Industrial y Mercantil de Alcira (1923).
- Homenaje del Ateneo Mercantil de Valencia (1928).
- Académico de número de la Real Academia de Bellas Artes de San Carlos de Valencia (1928).
- Voto de gracias del Claustro de la Escuela de Artes y Oficios de Valencia por su labor en beneficio de la enseñanza (1929).
- Homenaje del Círculo de Bellas Artes de Valencia (1931).
- El Ayuntamiento de Alcira da su nombre a una calle de la ciudad (1932).
- El Ayuntamiento de Valencia da su nombre a una plaza (1972).